# Esticometria
Esticometria és un terme aplicat a la mesura (μέτρον) de textos antics per στίχοι (Lit "files") o els versos d'una longitud fixa estàndard. Era el costum dels grecs i els romans, per estimar la durada de les seves obres literàries, mesurar les línies. En les obres poètiques contaven el nombre de versos; per les obres en prosa, es prenien les línies estàndard, perquè no hi hagués dubtes, escrivien les línies amb la mateixa longitud. Gràcies a l'autoritat de Galè (d'Placeta. Hipp. Et Plat. VIII. I), ens assabentem que la unitat de mesura entre els grecs era la línia mitjana homèric, que consta de prop de 36 caràcters, o de 16 síl·labes. Les línies van ser anomenades així mesura στιχοι, o επη.